# 西福尔郡
西福尔郡（挪威語：Vestfold）是挪威东南部的一个郡，毗邻布斯克吕郡和泰勒马克郡。面积为2,167.7平方公里，2023年人口数量为253,555人。位于奥斯陆峡湾西岸。郡治为滕斯贝格。
2020年1月1日，西福爾郡與泰勒馬克郡因合併設立西福尔-泰勒马克郡而撤銷，但合併後受地方人士的反對聲音，最終2022年2月於郡議會會議中通過於2024年1月1日回復原來的體制。

## 市镇
2024年1月1日西福尔郡下辖6个市镇：
- 费德尔
- 霍爾默斯特蘭
- 霍滕
- 拉尔维克
- 桑讷菲尤尔
- 滕斯贝格